# Edward Willis Redfield
Edward Willis Redfield, född 1869 i Bridgeville i Delaware, död 1965 i Bucks County i Pennsylvania, var en amerikansk konstnär. Redfield är speciellt känd för impressionistiska landskapsmålningar, inte minst när det gäller vinterlandskap.